# بلال براهيمي
بلال براهيمي (مواليد 14 مارس 2000) هو لاعب كرة قدم جزائري يلعب في مركز المهاجم في نادي نيس وظهر مع منتخب الجزائر لكرة القدم.

## روابط خارجية
- بلال براهيمي على موقع الاتحاد الأوربي (الإنجليزية)
- بلال براهيمي على موقع قاعدة بيانات كرة القدم.إي يو (الإنجليزية)
- بلال براهيمي على موقع ليكيب (الفرنسية)
- بلال براهيمي على موقع ناشيونال فوتبول تيمز (الإنجليزية)
- بلال براهيمي على موقع Soccerway.com (الإنجليزية)
- بلال براهيمي على موقع عالم كرة القدم.نت (الإنجليزية)